# Гильдебрандт-Арбенина, Ольга Николаевна
Ольга Никола́евна Гильдебрандт-Арбе́нина (родилась 26 декабря 1897 [7 января 1898] года, Российская империя — умерла 27 июня 1980 года, Ленинград, РСФСР, СССР) — советская театральная актриса, художница. Автор мемуаров. Жена прозаика и художника Юрия Юркуна.

## Биография
Родилась в семье артиста Императорских театров Николая Фёдоровича Арбенина (настоящая фамилия — Гильдебрандт) и Глафиры Викторовны Пановой, выступавших на подмостках Малого театра в Москве, а затем Александринского театра в Петербурге.
В 1919 году окончила курсы при Александринском театре и была зачислена в его труппу. После ухода из театра в 1923 г. играла в других театральных коллективах.
В молодости в Петрограде была близка с поэтами Серебряного века: в 1915—1917 годах у неё был близкий к помолвке роман с поэтом Леонидом Каннегисером, дружила с Н. Гумилёвым и его второй женой А. Н. Энгельгардт, М. Кузминым и Ю. Юркуном, за которого позже вышла замуж. Ольге Гильдебрандт посвящали стихи Н. Гумилёв, О. Мандельштам, М. Кузмин и другие поэты.

Прежде Олечка находилась в орбите Гумилева и часто сопровождала его, пока под новый 21-й год не познакомилась с Юрочкой Юркуном и не стала неотъемлемой частью окружения Кузмина. С тех пор они всюду и везде появлялись втроем.— Ирина Одоевцева, «На берегах Невы»
Во время короткого романа с Арбениной (конец 1920 года) О. Мандельштам создал цикл любовных стихотворений: «Мне жалко, что теперь зима», «Возьми на радость», «За то, что я руки твои не сумел удержать», «Я наравне с другими хочу тебе служить», и, возможно, «Я в хоровод теней».
В начале 1920-х гг. начала работать как художница, живописец и акварелистка.
С 1929 года входила в группу художников «Тринадцать» (Б. Даран, Л. Я. Зевин, Над. В. Кашина, Н. В. Кашина, Н. В. Кузьмин, Т. А. Лебедева (Маврина), В. А. Милашевский, М. И. Надбайло, С. Н. Расторгуев, Б. Ф. Рыбченков, В. М. Юстицкий, Ю. И. Юркун).
В 1929 году участвовала в первой выставке группы, прошедшей 17 февраля — 17 марта 1929 года, в Москве, в помещении Дома Печати, Никитский бульвар, дом 8а.
Участвовала в Третьей выставке группы, прошедшей 18 апреля — 30 апреля 1931 года, в Москве, в Актовом зале 1-го МГУ, Моховая улица, дом 11.
Работы Гильдебрандт выставлялись также на посмертной, четвертой выставке художников группы Тринадцать, прошедшей 12 апреля 1989 года в выставочном зале «Арбат» в Москве.
После войны жила в Ленинграде по адресу: Невский проспект, д. 32/35, кв. 108.
Первая персональная выставка О. Н. Гильдебрандт была организована художниками С. Н. Спицыным и Р. Б. Поповым в Ленинграде, в Доме писателей им. В. В. Маяковского в 1985 г.
Похоронена на Казанском кладбище в Пушкине.